# 舊錫利亞 (別里斯拉夫區)
47°22′32″N 33°22′30″E / 47.37556°N 33.37500°E

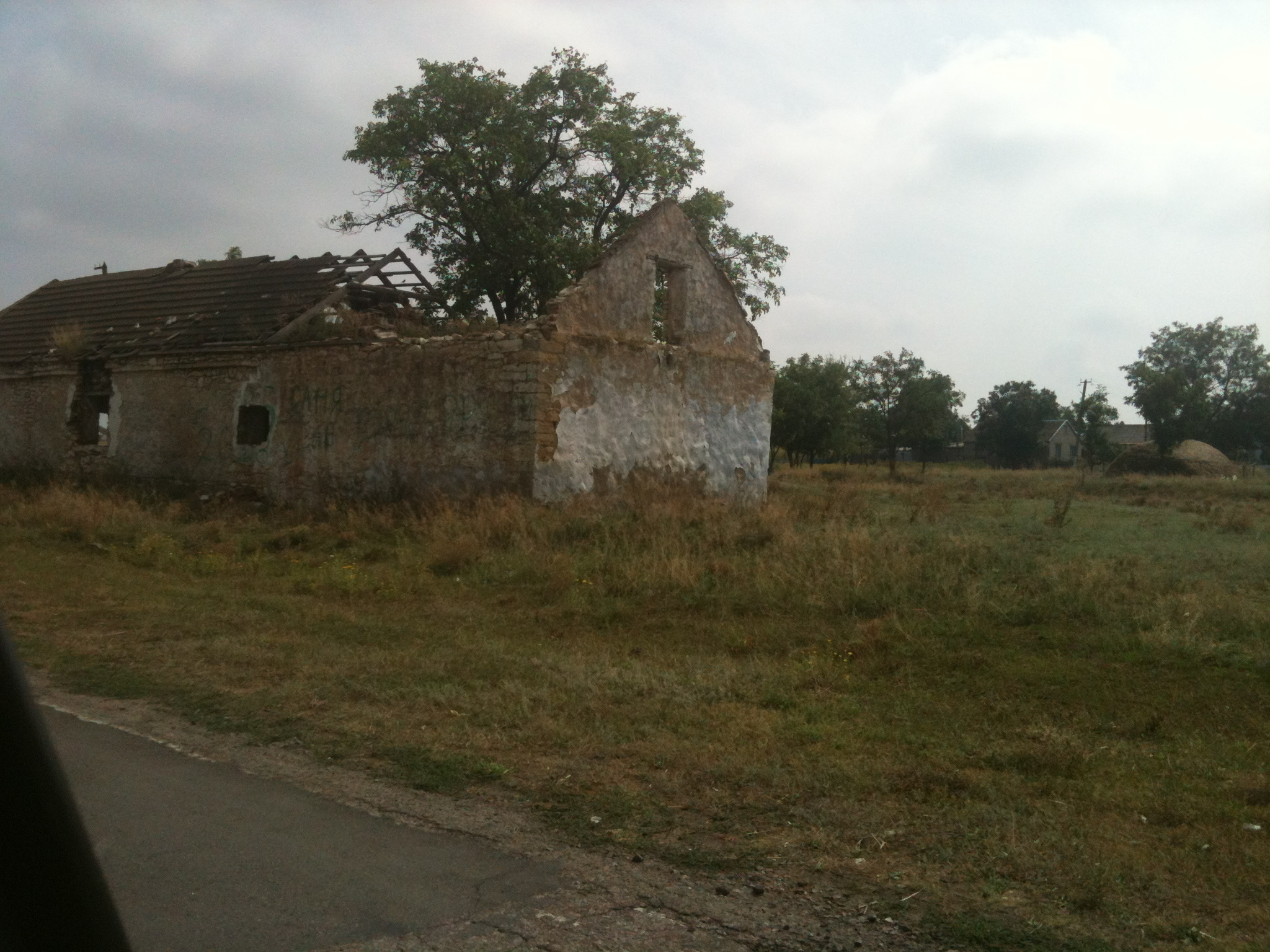
废弃的房子

舊锡利亞（烏克蘭語：Старосілля）是位於烏克蘭南部的村莊，由赫爾松州別里斯拉夫區的大亚历山德里夫卡市镇負責管轄。該村始建於1812年，面積1.5平方公里，海拔高度51米，2001年人口677，人口密度每平方公里450.4人。